# Áreas protegidas de Uganda

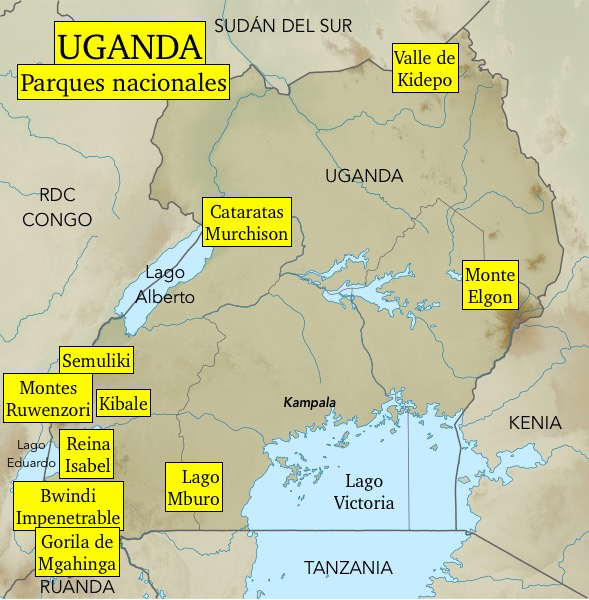
Parques nacionales de Uganda

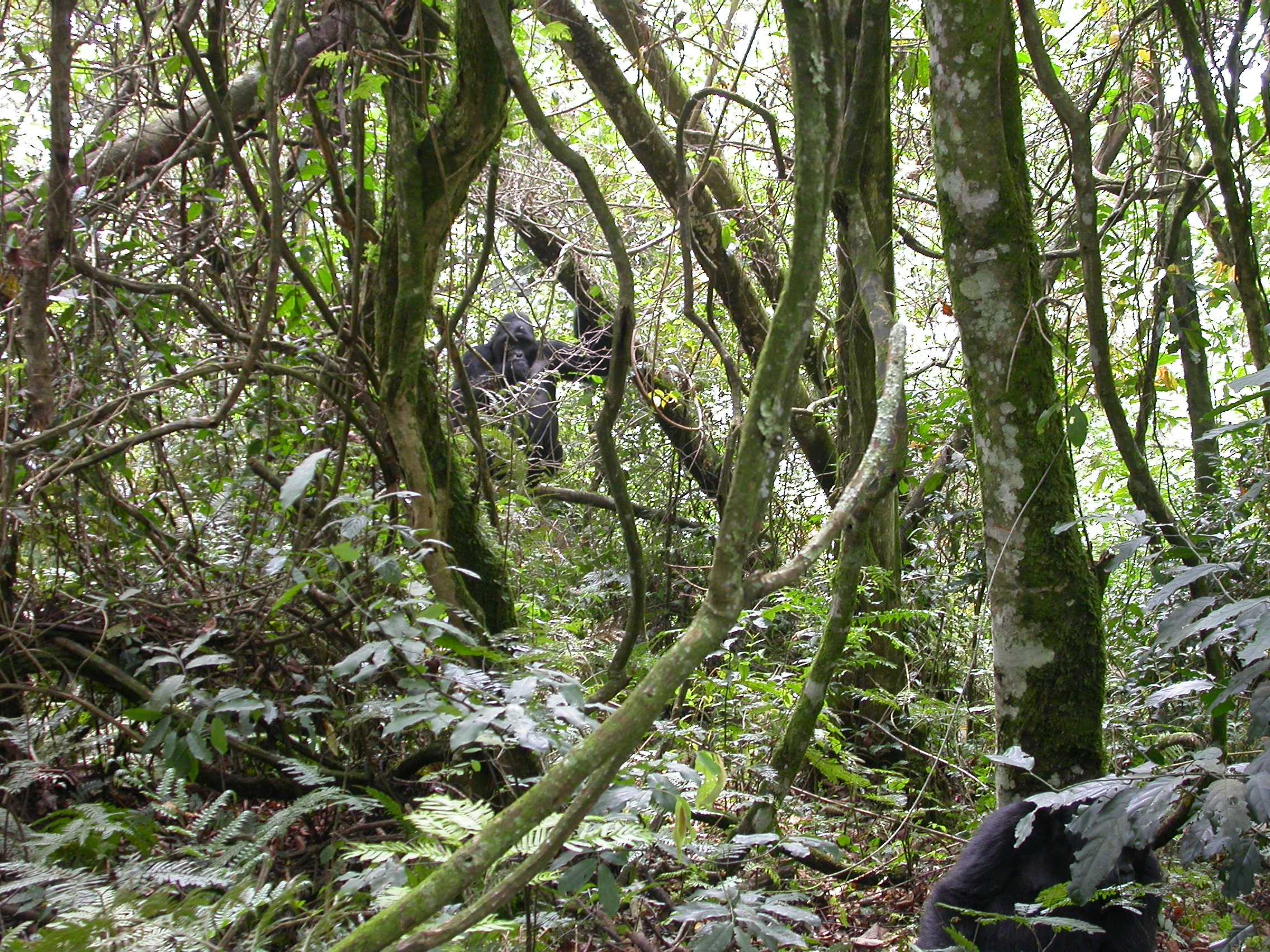
Selva impenetrable del bosque de Bwindi.

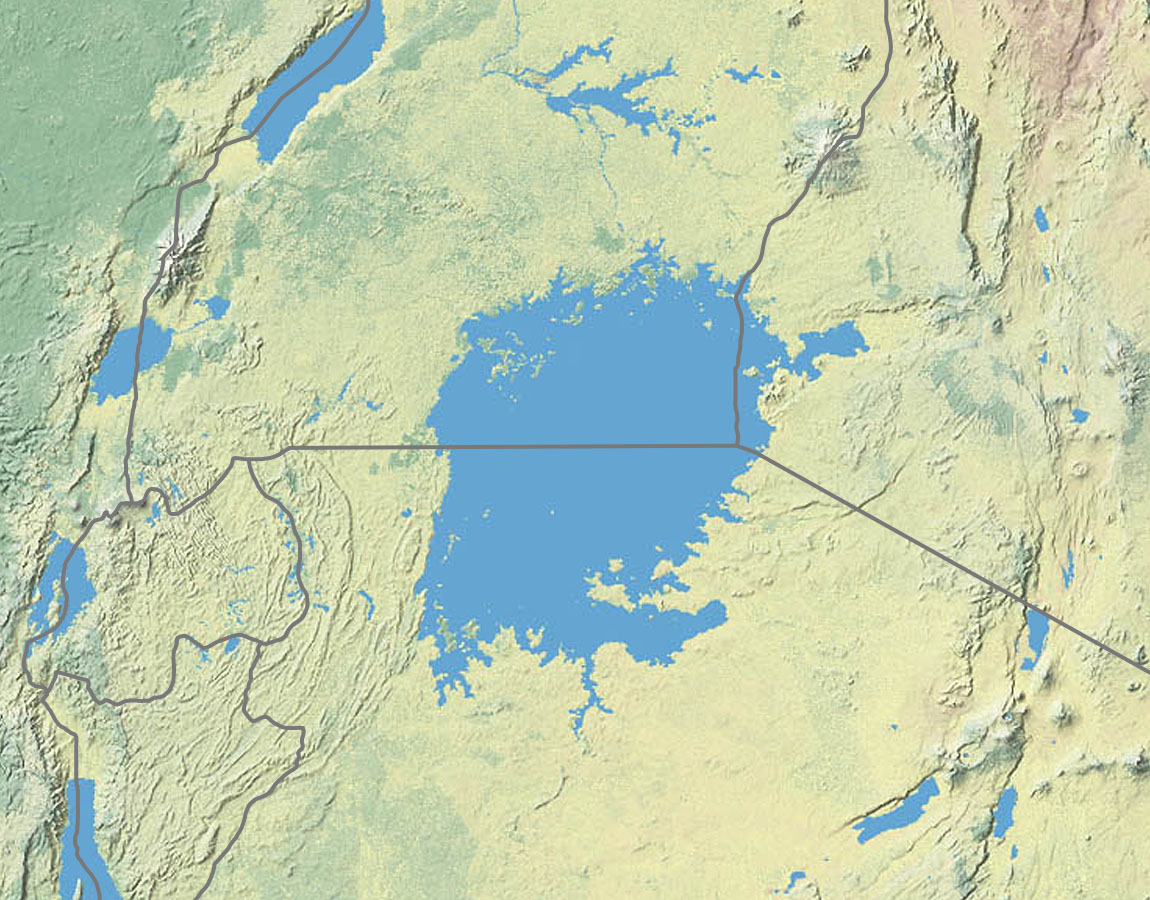
Lago Victoria

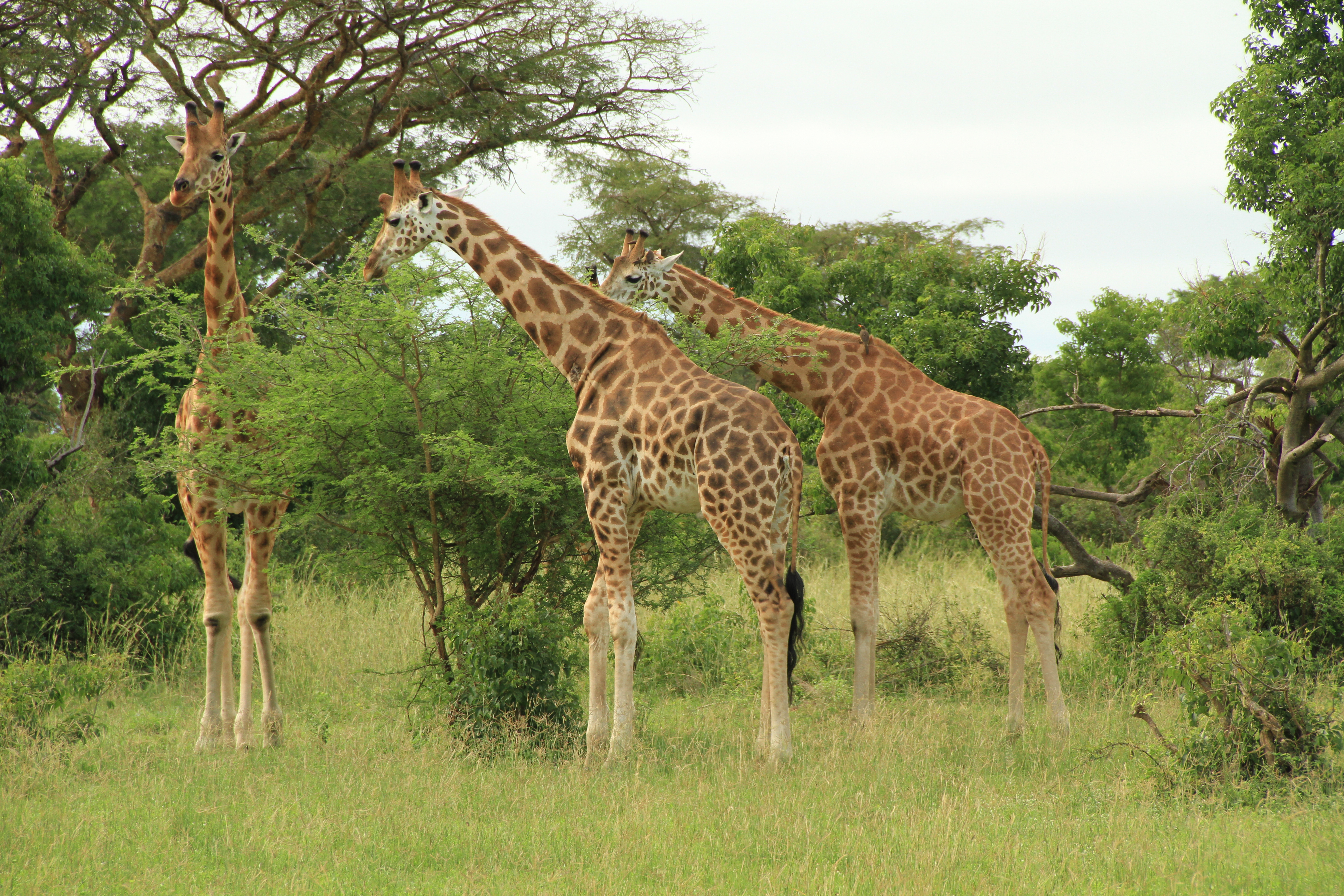
Jirafas en el Parque nacional de las Cataratas Murchison.

En Uganda, había, en 2024, 711 áreas protegidas, según la IUCN, que cubren una superficie de 38.793 km², el 16% del territorio (241.494 km²). De estas, 7 son santuarios de la naturaleza, 10 son parques nacionales, 5 son áreas de gestión comunitaria, 12 son reservas naturales y 661 son reservas forestales que suman unos 12.700 km² y que incluyen desde selva montana de la falla Albertina hasta plantaciones de pino y eucalipto, gestionadas por la National Forestry Authority. Además, de carácter internacional, hay 12 sitios Ramsar para la protección de las aves, 2 reservas de la biosfera de la Unesco y 2 sitios patrimonio de la humanidad. 
Por su parte, BirdLife International declara 34 IBAs (áreas de importancia para las aves) que cubren un total de 18.997 km2, y 6 EBAs (Áreas de aves endémicas). En Uganda se han registrado 1002 especies de aves, de las que 37 están globalmente amenazadas y 1 es endémica del país: el tejedor de Fox.

## Parques nacionales
- Parque Nacional de la Selva Impenetrable de Bwindi, 327 km². Ver más abajo como sitio patrimonio de la Humanidad.
- Parque nacional de Kibale, 766 km²
- Parque nacional del Valle de Kidepo, 1.430 km²
- Parque nacional del Lago Mburo, 370 km²
- Parque nacional del Gorila de Mgahinga, 38 km²
- Parque nacional del Monte Elgon, 1.110 km². Ver más abajo como Reserva de la biosfera de la Unesco.
- Parque nacional de las Cataratas Murchison, 3.877 km²
- Parque nacional de la Reina Isabel, 2.056 km². Ver más abajo como Reserva de la biosfera de la Unesco.
- Parque Nacional de los Montes Ruwenzori, 995 km². Ver más abajo como sitio patrimonio de la Humanidad.
- Parque nacional de Semuliki, 220 km²

## Reservas naturales

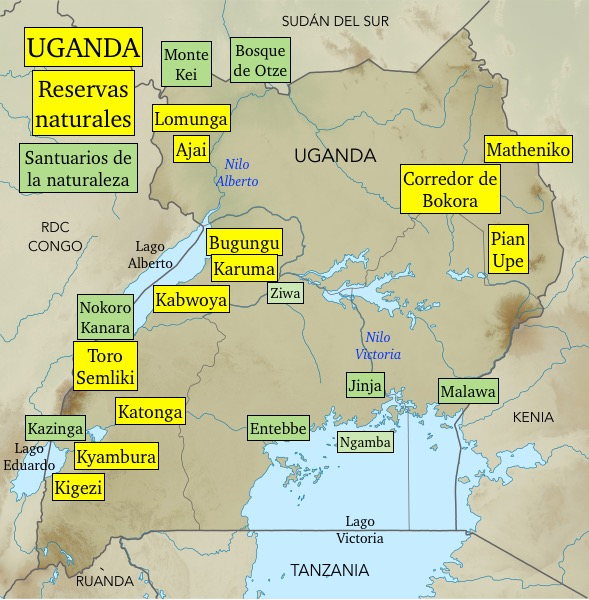
Reservas y santuarios de la naturaleza de Uganda

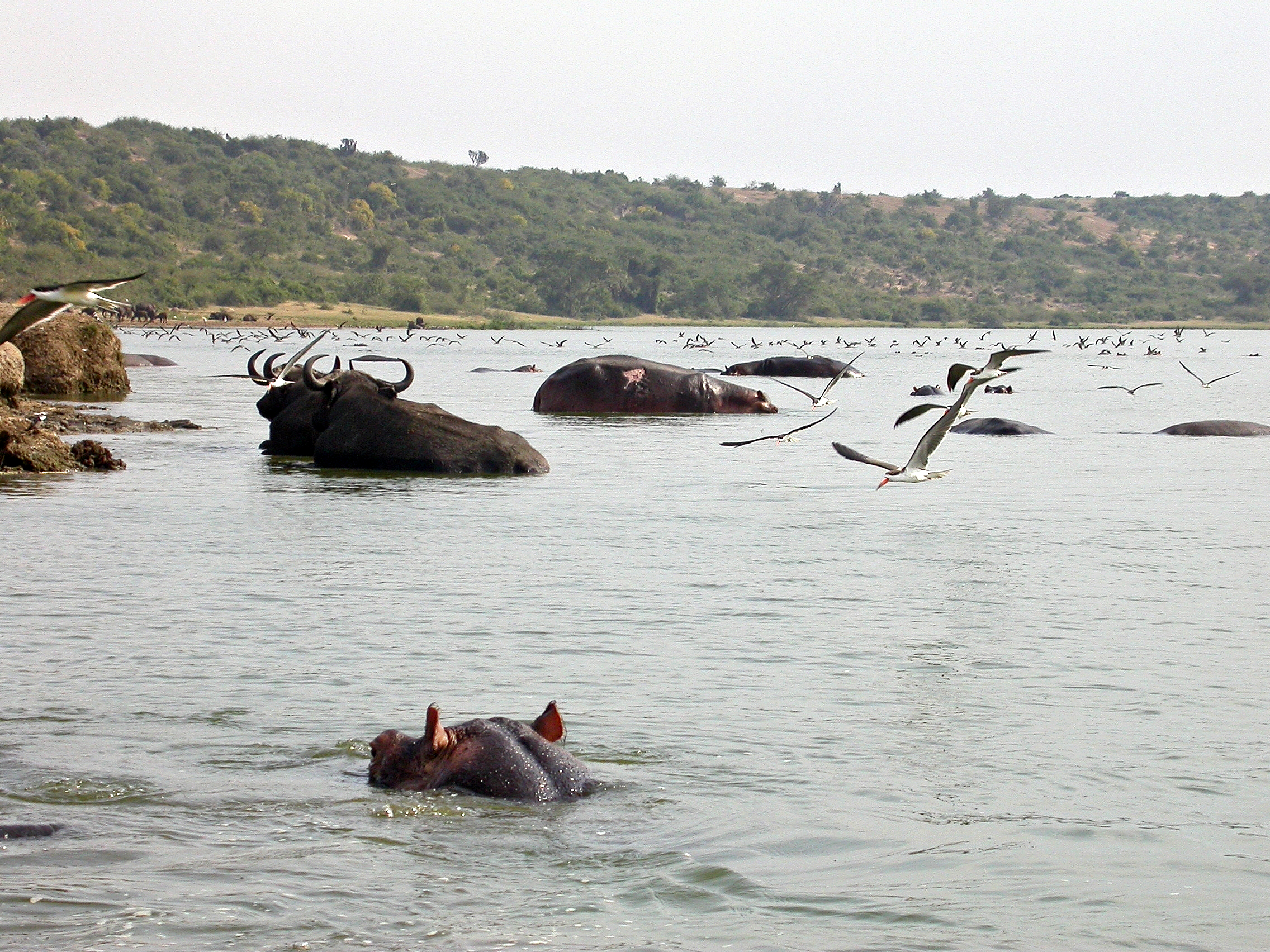
Hipopótamos en el canal de Kazinga.

Estas reservas naturales o de vida salvaje (Wildlife Reserve) que se encuentran en torno a los parques nacionales o a zonas poco habitadas suelen ser reservas de caza que forman parte de la zona tampón de los grandes parques.

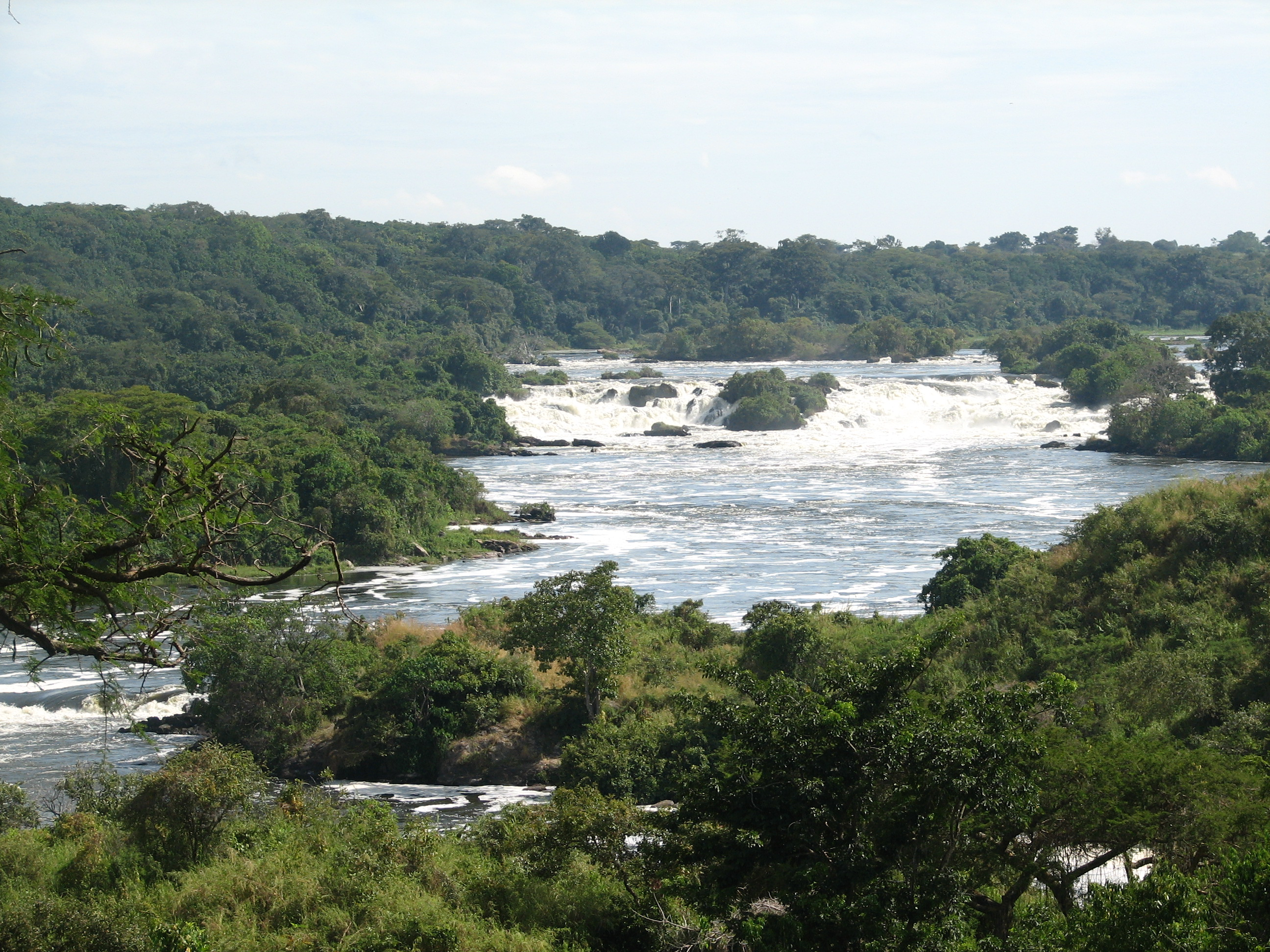
Cataratas Karuma

- Reserva natural de Bugungu, 470-520 km², entre el Parque nacional de las Cataratas Murchison y la costa norte del lago Alberto, entre 600 y 1300 m. Sabana herbácea con placas de bosque y humedales en época de lluvias. Famosa por los chimpancés, pero también león, elefante, hipopótamo, facocero, búfalo, cobo, leopardo, etc. Incluye parte del bosque Budongo,[4] con 240 especies de aves.[5]

- Reserva natural del Corredor de Bokora (Bokora Corridor Game Reserve), 1816 km², en la subregión de Karamoja, al nordeste de Uganda. Llanura seca desde el monte Kadam (3.063 m) hasta el monte Napak (2.530 m)[6] Une diferentes reservas de caza que tienen los nombres de las etnias que las habitan: Bokora, Upe, Pian y Matheniko. La reserva de Bokora está habitada por los bokora. Destaca el humedal de Loporokocho por la presencia de aves.[7] Hay guepardos, hienas, oryx, leopardos, elands, búfalos cebras, gacelas, etc.[8]

- Reserva natural de Karuma, 675 km², en el distrito de Kiryandongo, al oeste de Uganda y al este del Parque nacional de las Cataratas Murchison, donde se encuentran las cataratas Karuma, a 1000 m, por encima de las Murchison. Se ha construido un asentamiento refugio (Refugee settlement) para reubicar a siete mil personas y dejar la zona libre para la caza. La reserva forma parte del Área de Conservación Murchison, que consiste en el parque nacional Murchison, la reserva forestal Budongo, el Bosque de Kaniyo-Pabidi y la reserva de caza de Bugungu. Hay búfalos, elefantes, cobos, jirafas, monos verdes, babuinos, colobos, hipopótamos y algún león y leopardo.[9] En las cataratas se está construyendo la central hidroeléctrica y embalse de Karuma (02°14'51"N, 32°16'05"E), que tendrá una potencia de 600 MW.[10][11] En 2013 se inició la construcción de una presa en las cataratas Karuma y una central hidroeléctrica de 600 MW. En 2022, la obra estaba terminada en un 99 % y se preveía la puesta en marcha con 300 MW. En septiembre de 2024, el presidente Yoweri Museveni inaugura la presa de Karuma, financiada por la china Exim Bank y construida por la constructora china Sinohydro.[12]

- Reserva natural de Kigezi, 265 km², distrito Rukungiri, en el sudoeste de Uganda., compuesta de grandes llanuras de sabana y bosque. Al sur del Parque nacional de la Reina Isabel, separada del lago Eduardo por el área de Ishasha del parque. Famosa por las grandes manadas de elefantes que deambulan desde las llanuras de Rwindi en la República Democrática del Congo.[13]

- Reserva natural de Matheniko, 1.757 km², en el distrito de Moroto, al nordeste, en la frontera con Kenia y al este de la reserva y corredor de fauna de Bokora. Forma parte de las Áreas protegidas de Karamoja, que van desde el Parque nacional del Valle de Kidepo, al norte, pasando por el corredor de Bokora hasta la reserva de caza de Pian Upe. Matheniko está en una zona seca de sabana semiárida con matorrales dominada por la acacia seyal, el datilero del desierto, el espino cambrón, Combretum apiculatum y Harrisonia abyssinica. Entre los matorrales típicos, Capparis tomentosa. la reserva desde los 1070 m hasta los 1830 m. Hay antílopes, gacelas, kudus, duikers, elands, monos y babuinos, así como chacales, guepardos, hienas, serbales, civetas y leopardos.[14]

- Reserva natural de Kabwoya (KWR), 87 km2, al este del lago Alberto. Área de caza controlada como Kaiso-Tonya desde los años 1960, en 2002 se convierte en reserva a orillas del lago Alberto debido a que albergaba poblaciones aisladas pero importantes de cobo, búfalo y alcélafo. El río Hohwa la separa del Área natural comunitaria de Kaiso-Tonya (KTCWA) con una superficie de 107 km2. Entre ambas forman el Área natural controlada de Kabwoya-Kaiso (KKWMA), de 194 km2, a los pies del escarpe del Rift Albertino, al norte del río Lwamagongo y al sur del río Warwire. Es un paisaje de sabana intacto a lo largo de una estrecha franja de 200 km a orillas del lago, entre el escarpe y el lago, y entre la Reserva natural de Toro-Semliki, al sur, y el Parque nacional de las cataratas Murchison, al norte.[15]

- Reserva natural de Pian Upe, 2304 km2, al este.nordeste del país, cerca de la frontera con Kenia. Es una de las reservas más grandes del país, al norte del monte Elgon, en la subregión de Karamoja. En esta zona se encuentran dos etnias pastorales a ambos lados de la frontera con Kenia. El nombre pian (gente de corazón tranquilo) viene de un clan entre los karamojong, mientras que upe (enemigo) se refiere a otra tribu de pastores de la misma etnia que habla kalenjin. Junto, pian upe significa 'enemigos amistosos'. Viven en el distrito de Nakapiripirit. Hay dos periodos secos, entre enero y marzo, y entre noviembre y diciembre, cuando los animales se concentran al sur de la reserva, en el río Girik. Se trata de una sabana arbolada rodeada de montañas y a la vez sembrada de serranías, inselbergs, mesetas y ríos estacionales, con árboles pequeños y matorrales, herbazales, y árboles mayores como acacia seyal y datileros del desierto. Hay guepardos, antílopes ruanos, elands, jirafas, antílopes, leones, chacales, hienas, serbales, etc. Entre las más de 242 especies de aves hay avestruces, apalis de Karamoja, secretario, etc.[16]

- Reserva natural de Katonga, 210 km2, al sudoeste, en el interior. Reserva de caza desde 1964, sirve como corredor para especies migratorias desde el oeste de Uganda a Tanzania y Sudán, aunque se encuentra lejos de ambos, entre los distritos de Kyenjojo y Kamwenge. Desde 1996 es reserva natural. El terreno es un ecosistema ondulado con distintos tipos de vegetación, entre sabana herbácea, sabana arbolada, bosques, bosques de galería, pantanos, prados de ribera y papiros. La mayor parte es una mezcla de sabana con acacias o bosques, con amplias zonas de humedales secos o inundados. Dominan la sabana las herbáceas Sporobolus festivus y Chloris gayana o pasto rodesio, asociadas con especies de Setaria, Hyparrhenia y ocasionalmente, hierba de Guinea. Los humedales permiten un tipo de fauna que incluye sitatungas, antílopes acuáticos e hipopótamos. Después de un periodo de caza furtiva, en 2015 fueron reintroducidos los impalas. Hay colobos, nutrias, babuinos, cobos, leopardos, búfalos, duikers, reduncas, imbabalas y tragúlidos, así como unas 150 especies de aves de humedales, sabanas y bosques.[17]

- Reserva natural de Ajai, 148 km2, al noroeste, en la orilla izquierda del Nilo Alberto. Se crea en 1962 como santuario del rinoceronte blanco, entre Pakwach y Nimule, cerca de la frontera de Sudán del Sur, entre 700 y 1000 m de altitud. Es un área de ríos y humedales que bordean el Nilo y dos de sus afluentes, el Ala y el Acha. Incluye algunas islas pantanosas, como la isla de Ajai, formada con las deposiciones aportadas por el río del mismo nombre. Los humedales se inundan entre junio y enero, en época de lluvias, y se secan entre febrero y mayo. Dominan la vegetación las comunidades de Loudetia-Eragrostis y Hyparrhenia. En el sector oriental hay un mosaico de bosque de sabana y llanos arenosos, bosque disperso, bosque lluvioso y sabana abierta con Imperata, una hierba que solo crece en zonas altas y las fuentes del río Ala. Entre los mamíferos que migran a la isla en época seca, hay hipopótamos, cobos, alcélafos, antílope jeroglífico y antílope acuático, colobos y babuinos. El rinoceronte blanco del Norte no se ha visto desde la guerra de 1979.[18]

- Reserva natural de Lomunga, 184 km2, extremo noroeste, en la orilla izquierda del Nilo Alberto, en el distrito de Moyo. La secuencia de reservas desde el Parque nacional de las cataratas Murchison hacia el norte, siguiendo el río Nilo, es siguiente: Reserva de caza de Aswa-Lolim,[19] al este del río, en una zona de migración, incluidos elefantes, gestionada por una empresa privada (Aswa-Lolim Wildlife Association) desde 2010; Reserva natural de Ajai, al oeste, enfrente de la anterior, mucho más pequeña, separada ligeramente del río; Reserva natural del Madi oriental (East Madi, 831 km2), al este del Nilo, justo encima de la de Aswa Lolim, extendiéndose hacia el este, gestionada por el pueblo apaa, una tribu de los acholi,[20] y por fin, más al norte y al oeste del río, la de Lomunga. En el tramo que falta hasta Sudán del Sur hay un observatorio de aves y se realizan paseos en barca y canoa para pescar. El paisaje es de llanura inundable con un río Nilo que se extiende en meandros y lagunas hacia el oeste formando humedales, y colinas bastante pobladas por alguna de las numerosas etnias del lugar, en el caso de Lomunga, el pueblo madi. Las lluvias en esa región alcanzan los 1367 mm anuales, con un máximo de 192 mm en octubre. En febrero hay una media de 30 oC y en septiembre de 22 oC. Un estudio realizado en 1962 mostraba la existencia de rinocerontes blancos en el Lomunga Game Camp.[21] Pero estos se extinguieron en los años 1970. En los tours se anuncian sin embargo hipopótamos en la reserva, pues se halla a orillas del Nilo, donde se realizan paseos en barca para observarlos, así como una abundante población de aves.[22]

- Reserva natural de Toro-Semliki, 542 km2, al sur del lago Alberto. En el oeste de Uganda. Está dividida en dos secciones principales: La Reserva natural del valle de Semiliki y la Reserva de caza de Toro. La primera está en el noroeste de la reserva y tiene diversos hábitats, bosques de ribera, humedales y sabanas. La segunda, en la parte central y meridional, se caracteriza por las colinas, las praderas y los bosques de acacias. La reserva está limitada al este por los escarpes del valle del Rift y en el extremo sur se encuentran las colinas más septentrionales de los montes Ruwenzori. Las lluvias son más abundantes al sur, donde aumentan de 500 a 1500 mm anuales por la influencia de las montañas. Aquí viven los mayores rebaños de búfalos de Uganda, así como antílopes y otros hervíboros. Hay también elefantes, leopardos, hipopótamos, cocodrilos, chimpancés y unas 400 especies de aves. Los visitantes pueden pescar en el Río Semliki y el lago Alberto, donde hay perca del Nilo.[23][24]

## Santuarios de la naturaleza

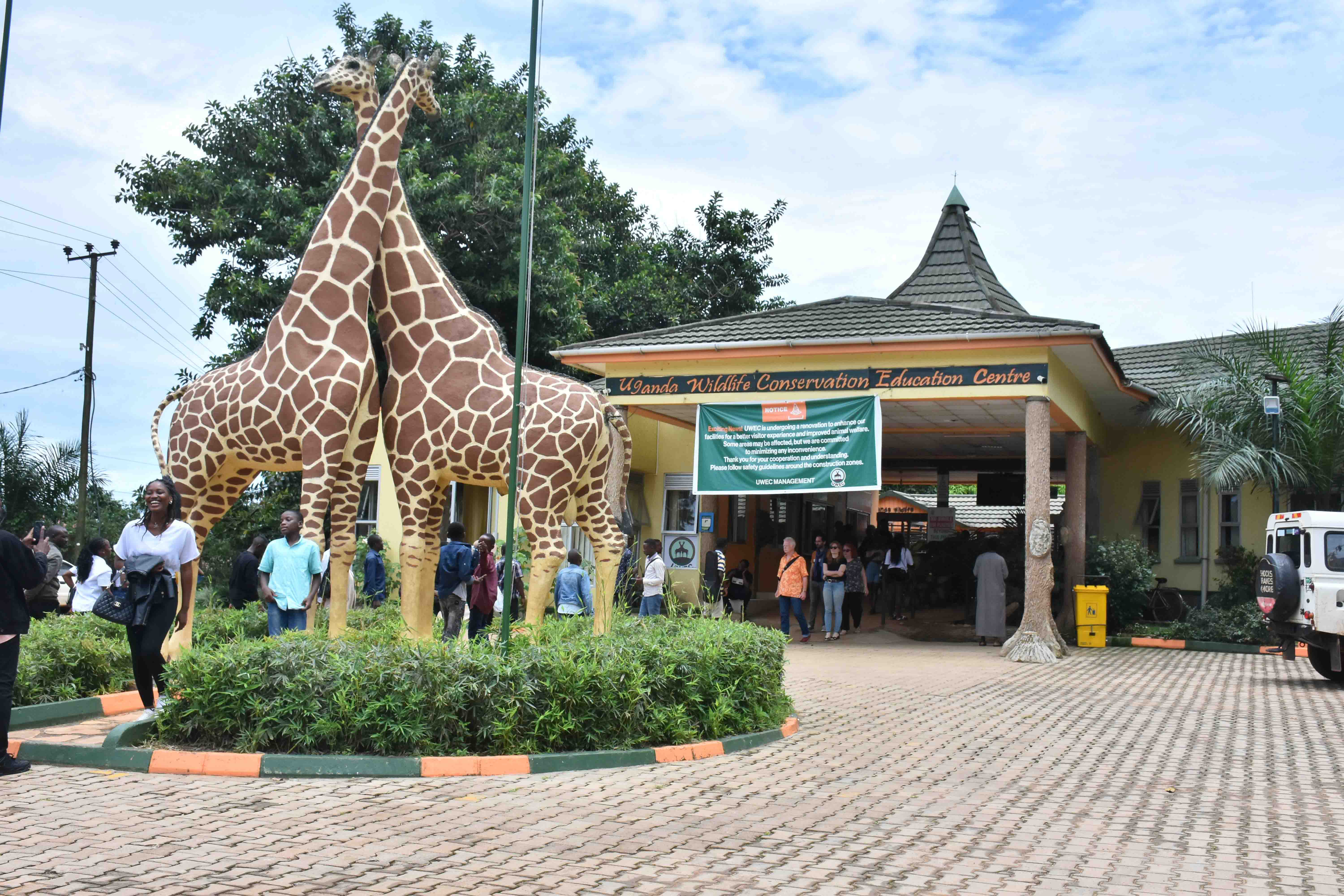
Entrada del Uganda Wildlife Conservation Center, de Entebbe.

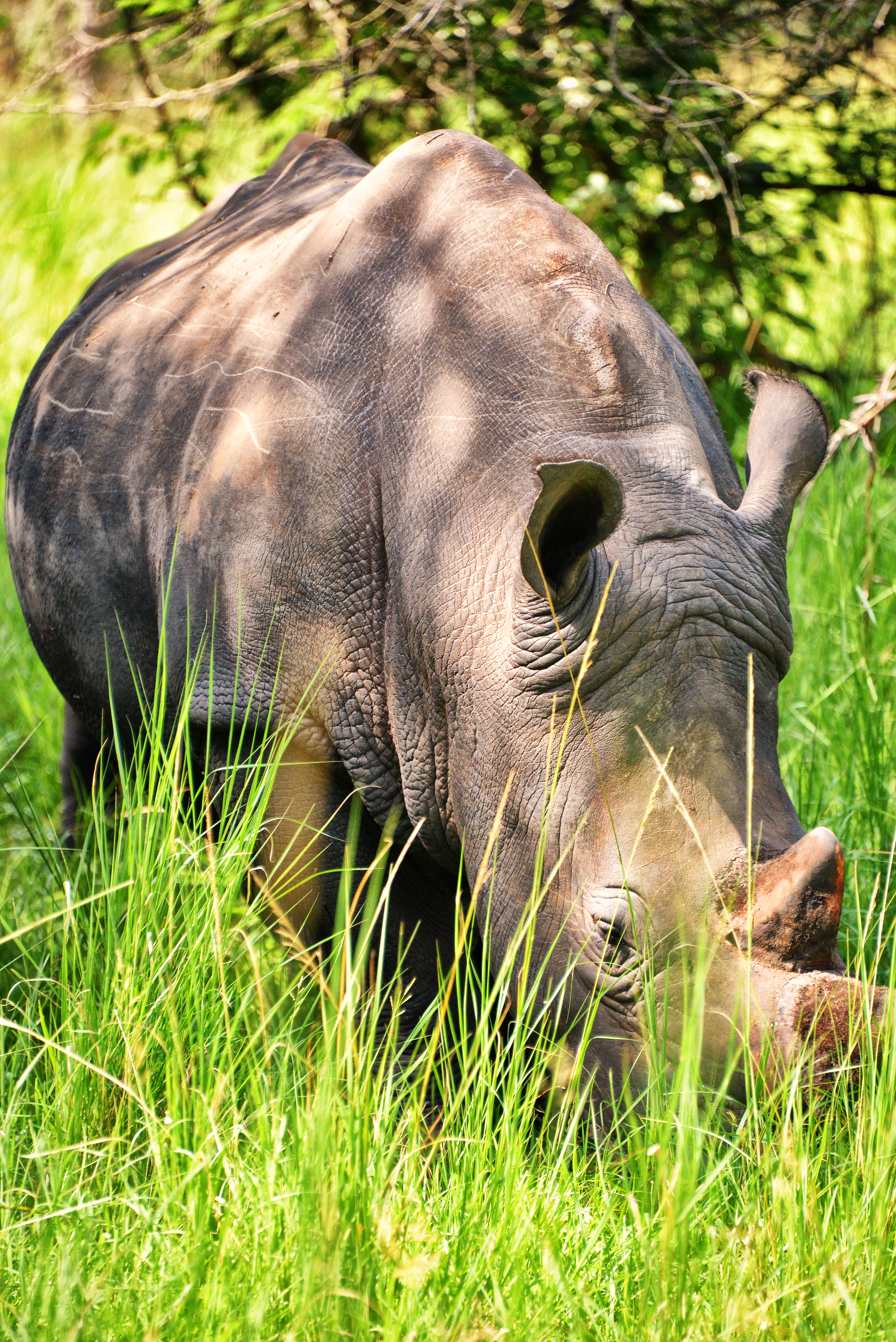
Rinoceronte blanco en Uganda

- Entebbe, 51,2 km2, al noroeste del lago Victoria, junto a la ciudad de Entebbe. En realidad, era el zoo de Entebbe, reconvertido en el UWEC (Uganda Wildlife Conservation Center), Centro de conservación de la naturaleza de Uganda, un lugar donde se acogen toda clase de animales dañados, huérfanos o rescatados de la caza ilegal.[25] Hay jirafas, elefantes, leones, picozapatos, chimpancés, rinocerontes, grullas coronadas, caracales, hienas duikers, cocodrilos, serpientes, etc.[26] En la misma península del lago Victoria que ocupa la ciudad, pero en lugares separados, se encuentra un pequeño santuario de chimpancés, el aeropuerto de Entebbe, el Jardín Botánico de Entebbe y el Uganda Reptile Village, en una zona densamente urbanizada. El Chimpanzee Sanctuary & Wildlife Conservation Trust de la zona de Entebbe lleva a los chimpancés a la isla de Ngamba, donde se encuentra el Santuario de chimpancés de la isla de Ngamba (Ngamba Island Chimpanzee Sanctuary), frente a Entebbe, donde se acogen los animales huérfanos o rescatados antes de reintroducirlos en la naturaleza.[27][28]
- Jinja, 10 km2, al norte del lago Victoria. Se considera la fuente del Nilo, a la salida norte del lago, junto a la ciudad de Jinja, donde se organizan raftings, puenting, tirolinas y kayak.[29]

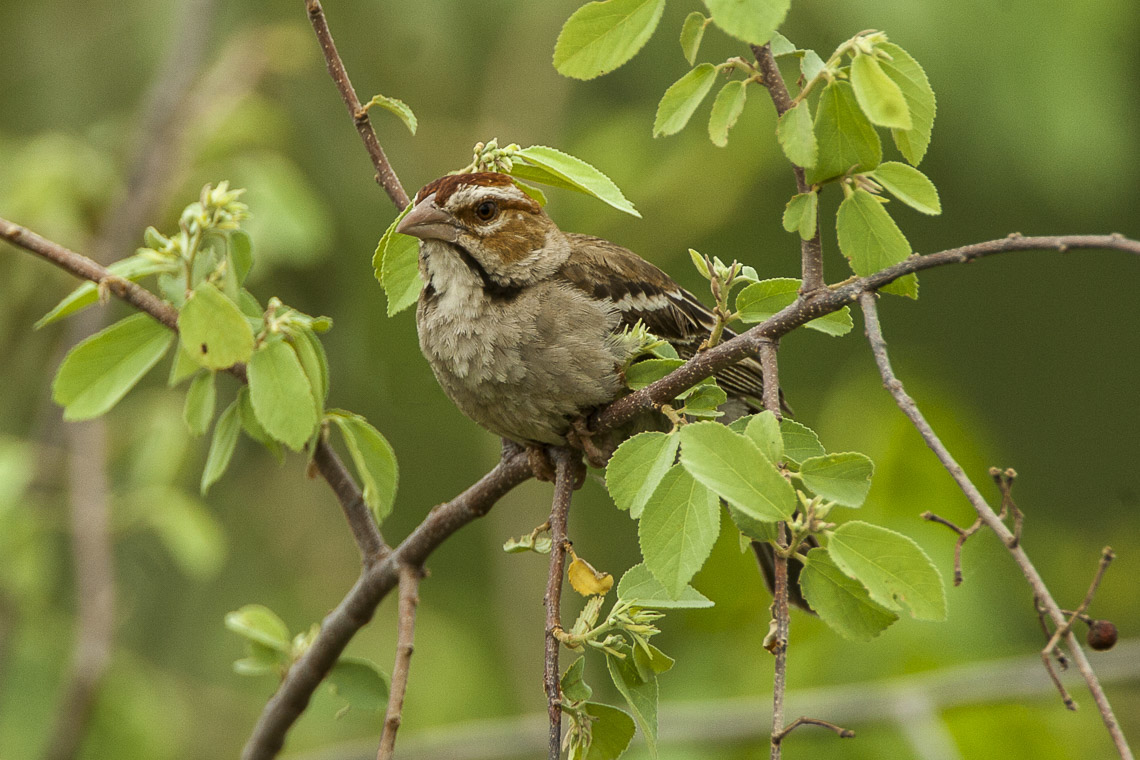
Tejedor gorrión coronicastaño en el Parque nacional de las cataratas Murchison en Uganda, también presente en elñ bosque de Otze.

- Kazinga, 17,5 km2, al norte del lago Eduardo. En el canal de Kazinga, en el Parque nacional de la Reina Isabel. El Kazinga Channel Wildlife Sanctuary es una subsección del parque nacional que se considera un santuario por la numerosa cantidad de especies que se encuentran en este tramo del canal, sobre todo hipopótamos, de los que se dice que hay la mayor densidad del mundo, pero también de aves, y porque es un de los sitios preferidos para abrevar facóqueros, búfalos y antílopes. Se pueden ver elefantes y cocodrilos, y entre las aves, pelícanos, ánades, grullas coronadas, etc.[30]

- Bosque de Otze o de Otzi, 188 km2, en la frontera con Sudán del Sur, al oeste del río Nilo. En el distrito de Moyo. El monte Otze tiene 1563 m de altitud. El bosque se encuentra a 18 km al nordeste del pueblo de Moyo, en un escarpe orientado hacia el norte sobre la confluencia del río Achwa con el Nilo, con límite al nordeste en la frontera con Sudán del Sur. El santuario se encuentra en la parte alta y según la referencia tiene distinta extensión, desde 40 ha a 5,4 km2. Todo el bosque es una zona de importancia para las aves. La mitad es bosque, con más de 260 especies, la otra mitad es sabana arbolada de karité con Combretum. Hay poca población, salvo en las zonas bajas, donde se corta bambú y árboles no comerciales para consumo propio.[31] Se han registrado unas 168 especies de aves, entre ellas, cernícalo zorruño, turaco crestiblanco, abejaruco gorgirrojo, pico de lomo verde de Uganda, alcaudón de Emin, cistícola zorruno, tejedor gorrión coronicastaño, etc.[32]

- Monte Kei, 416,2 km2, al noroeste en la frontera con Sudán del Sur. En el distrito de Koboko, en el extremo noroeste de Uganda. Su frontera septentrional es el río Kaya y Sudán del Sur, y al este, el río Kechi. El paisaje es de sabana seca de Combretum-Terminalia y sabana arbolada de Butyrospermum. Hay muy poca población humana, con solo algo de agricultura en el sur, donde se produce madera para cocinar y la construcción, plantas medicinales y miel. Se conoce también como Santuario de rinocerontes del monte Kei, pero estos animales desaparecieron hace tiempo por la caza furtiva. Se han registrado unas 175 especies de aves, 54 de polillas, 21 de mamíferos, 126 de mariposas y 229 de árboles. Entre otras aves, se encuentran el gavilán griego, que en invierno emigra desde los Balcanes, el abejaruco esmeralda, la estrilda de Dybowski y el suimanga palestino. Es una zona de importancia para las aves (IBA).[33] En esta zona entre 915 y 1330 m de altitud, caen unos 1250 mm de lluvia anuales. Las guerras en Sudán ponen en peligro la zona por la aparición de refugiados que se instalan en la región. Hay también un proyecto de reforestación (Project Mount Kei Reforestation) que implica la plantación de teca, un árbol nativo de Asia, en unos 150 km2 de la reserva, que se considera tierra deforestada, y la plantación de árboles autóctonos en el resto de 270 km2. Solo se conservarían los bosques de galería a lo. largo de los ríos.[34]

- Ntoroko-Kanara, 2,54 km2, en el extremo sur del lago Alberto, al norte de la Reserva natural de Toro-Semiliki. El pueblo pesquero de Ntoroko ofrece visitas al santuario, donde se pueden observar el picozapato y algunas aves migratorias, como el charrán negro de alas blancas, que llega a Uganda desde Europa entre septiembre y octubre. La comunidad vive de la pesca, que se realiza principalmente con canoas de tablones y algunas de fibra de vidrio.[35]

- Santuario de rinocerontes de Ziwa, también llamado Ziwa Rhino and Wildlife Ranch, es un área privada, considerada la única donde pueden verse rinocerontes blancos en Uganda. Estos se extinguieron en el país en 1983, hasta que la Autoridad de Vida Salvaje de Uganda (UWA), junto a la ONG Rhino Fund Uganda decidieron crear una reserva de 70 km2 a 180 km de Kampala, en el centro del país, al norte del río Lugogo. En 2006, se introdujeron los primeros rinocerontes, procedentes de un zoo de Florida, en EE UU, y de Kenia, y en 2009 nació el primer ejemplar en el parque, de nombre Obama.[36] En 2024, ya había 42 ejemplares. Más tarde, se reintrodujeron en el parque jirafas de Rocthschild, alcélafos de Lelwel y cebras de llanura, en un paisaje de bosques, pantanos y sabana.[37]

## Reservas de la biosfera de la Unesco

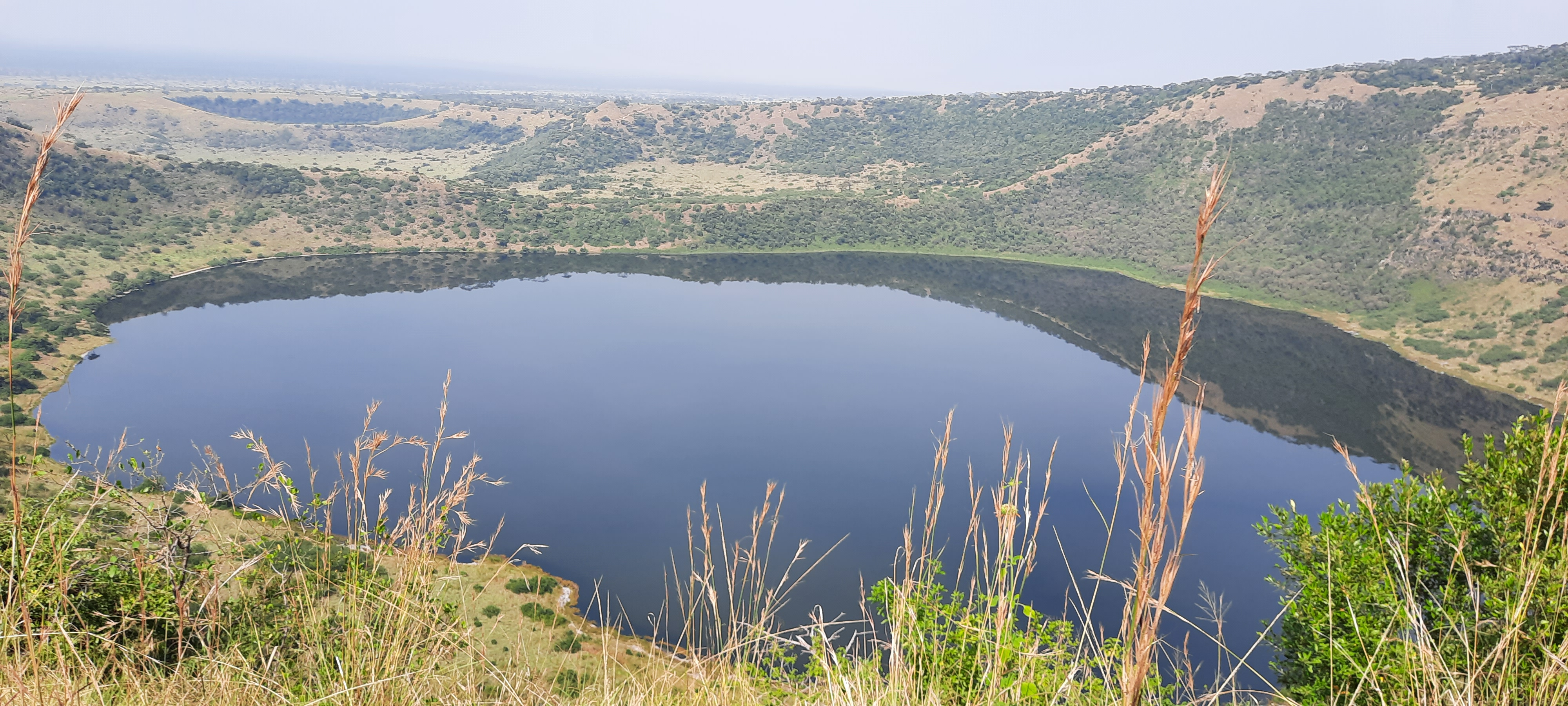
Lago de cráter en el Parque nacional de la Reina Isabel

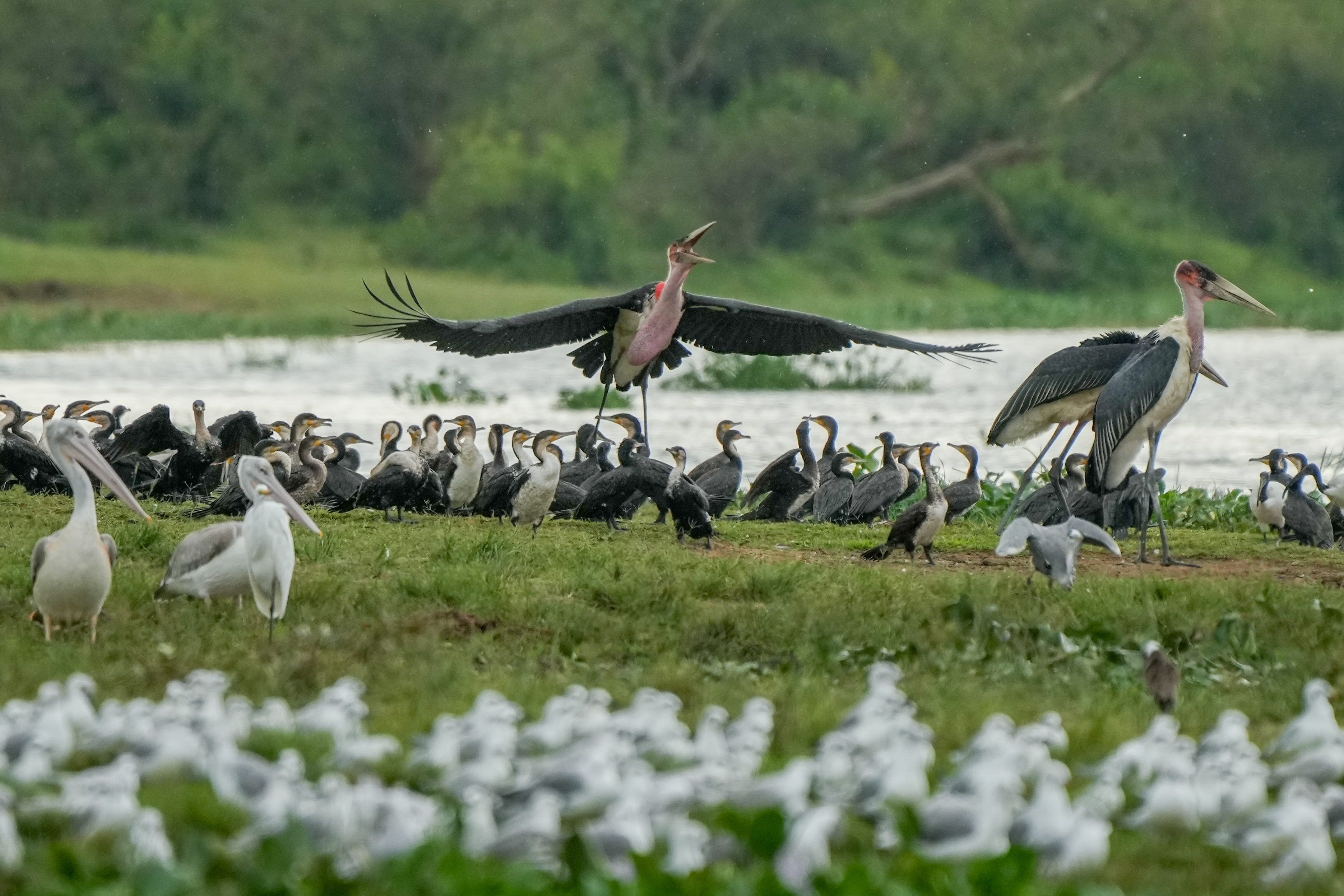
Marabúes africanos, cormoranes grandes, pelícanos rosados y otras aves en el Parque nacional de la Reina Isabel.

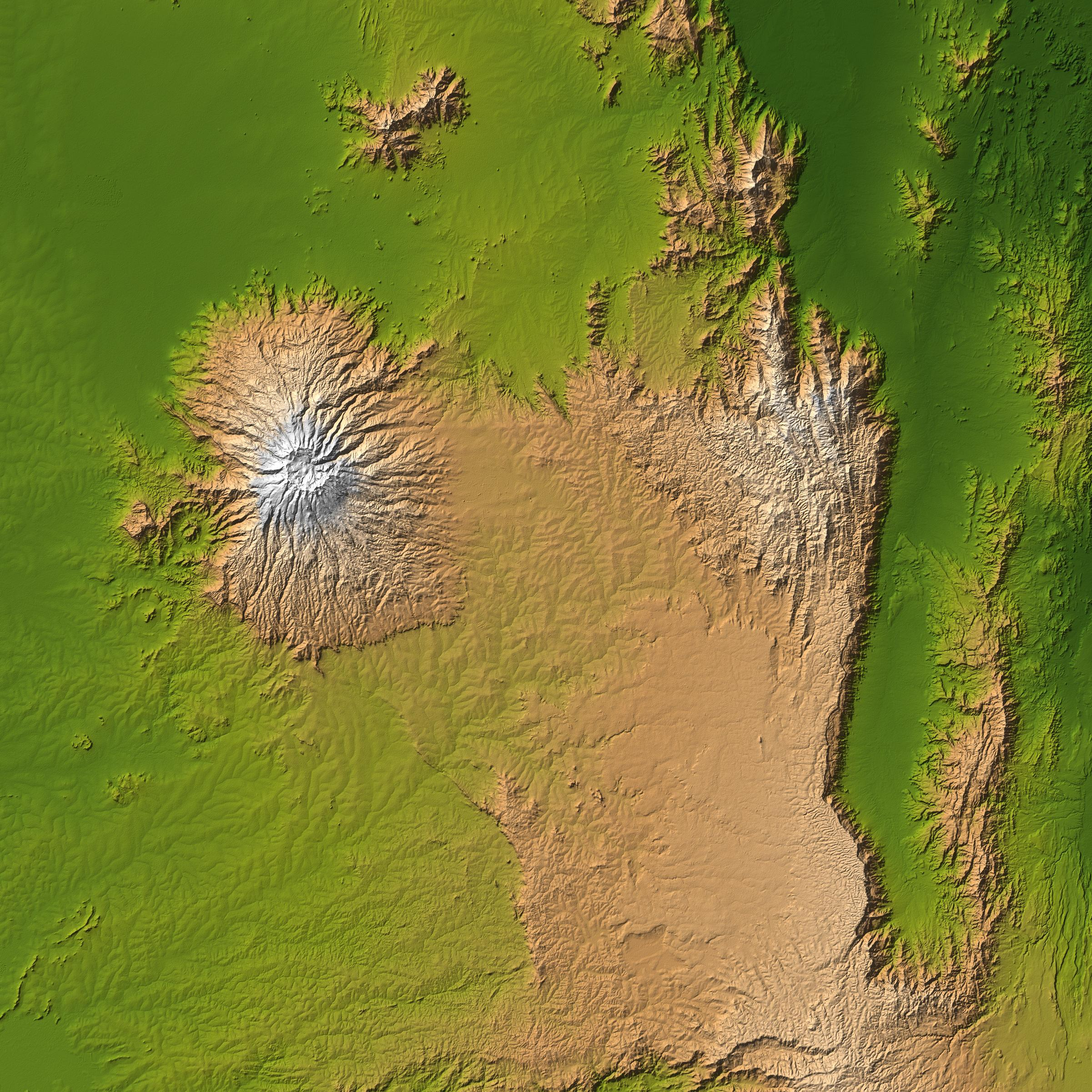
Monte Elgon

- Parque nacional de la Reina Isabel, 7395 km2. En el sudoeste de Uganda, en la frontera con la RDC (República Democrática del Congo), incluye el bosque de Maramagambo y está bordeado por la Reserva de caza de Kyambura, la Reserva de caza de Kigezi y el Parque nacional de Kibale en Uganda, así como el Parque nacional Virunga, en la RDC. Se encuentra entre el lago Eduardo, en el sur, y el lago George, en el norte-nordeste, con los dos lagos conectados por el canal de Kazinga, un canal natural de 32 km que une ambos lagos. El parque se encuentra entre 910 y 1390 m de altitud, con diversos ecosistemas: sabana de acacias, bosque montano tropical semicaduco, lagos salados, sabana herbácea, turberas y humedales, con el fondo de los escarpados montes Ruwenzori y diversos cráteres, conos volcánicos y lagos de cráter en las cercanas estribaciones. Los animales se concentran en el entorno del canal de Kazinga (primer nombre que se le dio al parque), que solo tiene 40 cm de desnivel entre ambos lagos. En las orillas se concentran búfalos, elefantes y otros ungulados, en el agua y las riberas hay hipopótamos y cocodrilos. En las zonas arboladas, se esconden leones y leopardos, hasta casi un centenar de especies de mamíferos.[38] Se dice que hay hasta 600 especies de aves, entre los humedales, la sabana y el bosque, con 11 tipos de martines pescadores, abejarucos, picozapatos, águilas, flamencos en los lagos de cráter, etc. Entre los lugares destacables, el lago salado de Katwe, los llanos de Kasenyi, una sabana abierta donde hay otro lago salado, ambos en el distrito de Kasese, al este del parque, y el bosque lluvioso de Maramagambo, al norte del parque, bordeado por los cráteres de los lagos Kyasanduka y Nyamasingiri, donde hay chimpancés, cercopitecos de cola roja y antílopes enanos, en el distrito de Bushenyi.[39]

- Parque nacional del Monte Elgon, 1279 km2. La Reserva de hombres y biosfera de la Unesco (UNESCO Man and Biosphere Reserve) forma parte de un sistema transfronterizo entre Uganda y Kenia que abarca la zona del monte, de unos 4000 km2. El Elgon es un volcán extinto desde hace unos 24 millones de años, por tanto es una de las estructuras más antiguas del continente. La erosión lo ha reducido a 4321 m en el pico Wagagai, el cuarto más alto de África Oriental, el octavo de África. Tiene una caldera de 40 km2, un diámetro de 80 km en la base y se eleva unos 3000 m sobre las llanuras circundantes. Viven en las laderas del monte dos etnias, los bagisu o gisu y los sabiny o sebei. La vegetación forma franjas que cambian con la altura, desde los 1750 hasta los 4300 m, desde la sabana en la llanura hasta los bosques tropicales, que luego son exuberantes bosques montanos y más arriba vegetación dispersa que acaba siendo un páramo con una flora y una fauna únicas. Hay unas 300 especies de aves, incluyendo el quebrantahuesos, el bisbita de Sharpe y el francolín del monte Elgon. También es rico en insectos, moscas, arañas y cangrejos endémicos. Es famosa la cueva Kitum en el monte Elgón, no solo porque los elefantes de bosque se adentran en ella en busca de sal sino porque se considera un reservorio de los virus Ébola y Marburg.[40]

## Sitios patrimonio de la Humanidad

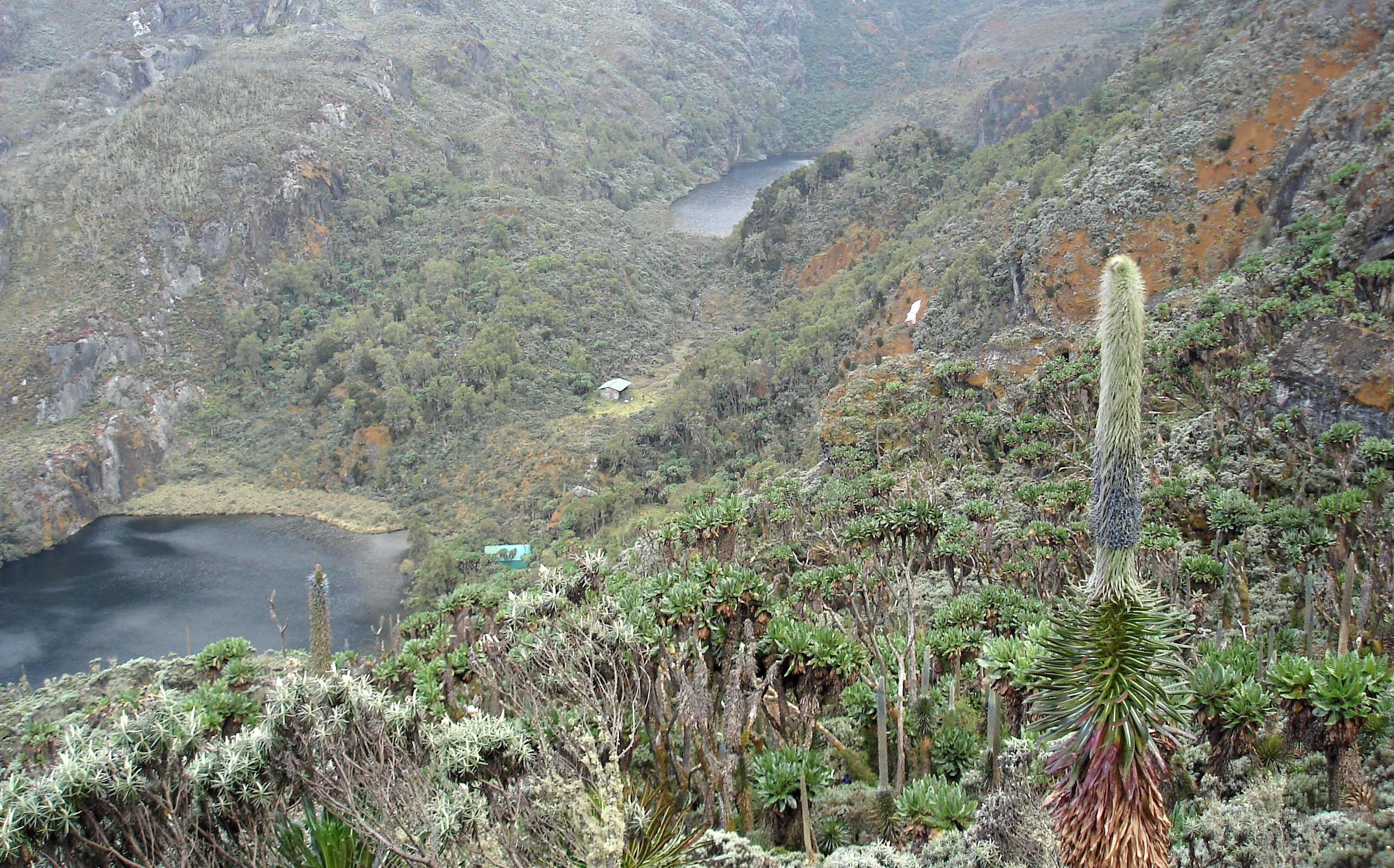
Lago Kitandara en los montes Ruwenzori

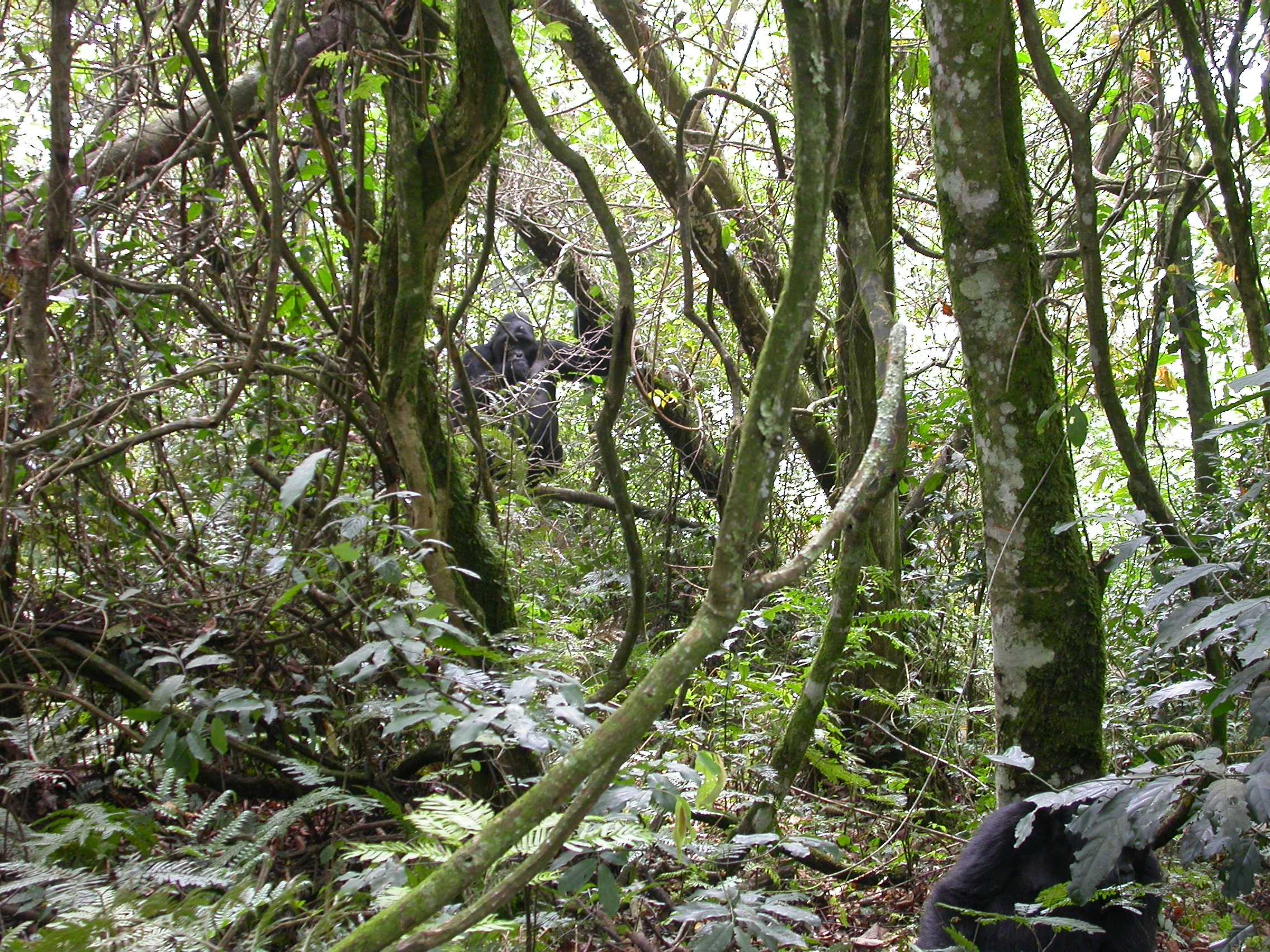
Gorila en el bosque impenetrable de Bwindi

- Parque Nacional de los Montes Ruwenzori, 996 km2. En el occidente de Uganda, comprende la parte principal de la cadena montañosa de los Ruwenzori, que incluye el tercer pico más alto de África, el pico Margarita de 5109 m, una de las dos cimas gemelas del monte Stanley, glaciares, cascadas y lagos. El 70 por ciento del parque está situado por encima de 2500 m de altitud. Es la torre de agua y principal fuente del río Nilo. Las Ruwenzori son las legendarias Montañas de la Luna, que se elevan a cuatro mil metros por encima del valle del Rift Albertino. La cobertura de niebla favorece la existencia de especies gigantes de lobelias, senecios y brezos arbóreos, por encima de 3500 m y hasta la línea de nieve, por lo que ha sido llamado 'la gran reserva botánica de África' (Africa’s botanical big game). Se han identificado hasta 217 especies de aves, y en las zonas más bajas de bosque hay elefante de bosque, chimpancé oriental y cercopiteco de L'Hoest, así como el antílope cefalofo de Natal y el damán arborícola. Está amenazado por el aumento de la población en sus límites y beneficiado por estar contiguo al Parque nacional de Virunga, en la RDC.[41]

- Parque Nacional de la Selva Impenetrable de Bwindi, 321 km². En el sudoeste de Uganda, en el rift Albertino, entre las grandes sabanas, al este, y la selva del Congo, al oeste, en la unión entre la llanura y el bosque de montaña, posee unas 160-200 especies de árboles y 104 especies de helechos, numerosas especies de aves y mariposas, y gorilas de montaña. Es una de las mayores áreas de África de bosque montano en el borde oriental del Rift Albertino, una especie de refugio pleistocénico con el mayor número de árboles de alta montaña del continente, entre 1160 y 2706 m de altitud, una especie de reliquia de un bosque mucho más grande que cubrió el oeste de Uganda, Ruanda, Burundi y el este de la RDC. En el bosque, hay unas 202 especies de mariposas (entre ellas la macaón gigante africana, de hasta 23 cm), de las que 8 son endémicas, así como 70 especies de aves, de las que 22 son endémicas (en el entorno hay unas 347 especies de aves). En 2025, había unos 460 gorilas de montaña, el 43 % de toda la población mundial, divididos en 50 grupos, de los que 17 están monitorizados y acostumbrados a la presencia humana. Los gorilas de Bwindi tienen una adaptación en los pies que les permite subir mejor a los árboles. También se pueden encontrar chimpancés, elefantes de bosque, etc.[42] El bosque, reducido por la deforestación, está rodeado de campos de cultivo. Para proteger a los gorilas, en 1992 se expulsó de la zona a los pigmeos batwa que todavía habitaban en el lugar, y en 1994 se declaró patrimonio de la humanidad.[43]

- Tumbas de los reyes de Buganda en Kasubi. Este tercer sitio patrimonio de la Humanidad de Uganda es cultural, comprende las tumbas de cuatro kabakas o reyes de Uganda, y de otros miembros de la familia real. El sitio comprende 26 ha en la colina de Kasubi, en la ciudad de Kampala, 5 km al noroeste del centro de la ciudad. Los reyes son Mutesa I (1837-1884), Mwanga II (1868-1903), Daudi Cwa II (1897-1939) y Mutesa II (1924-1969).[44]

## Bosques destacables

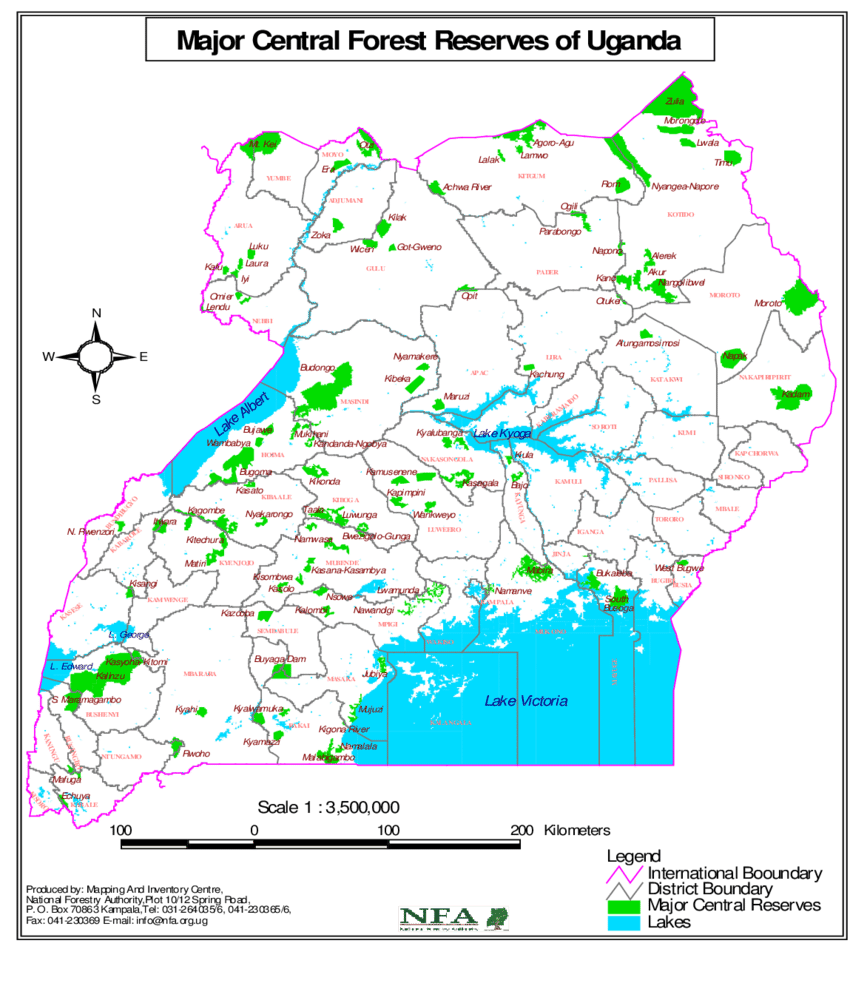
Mapa con las mayores reservas centrales forestales

En Uganda hay más de 600 reservas forestales que en muchas ocasiones se unen unas a otras. Suelen estar cerca de los parques nacionales. El bosque semicaduco (semi-deciduous) difiere del caduco en que no todas las especies pierden las hojas durante el periodo seco, pero al ser tropical no es tampoco un bosque mixto, que se refiere a coníferas y árboles de hoja caduca.
El top de los cinco bosques de Uganda que tienen la biodiversidad mejor conservada son las reservas forestales de Echuya, Budongo, Bugoma, Kasyoha-Kitomi y Maramagambo.

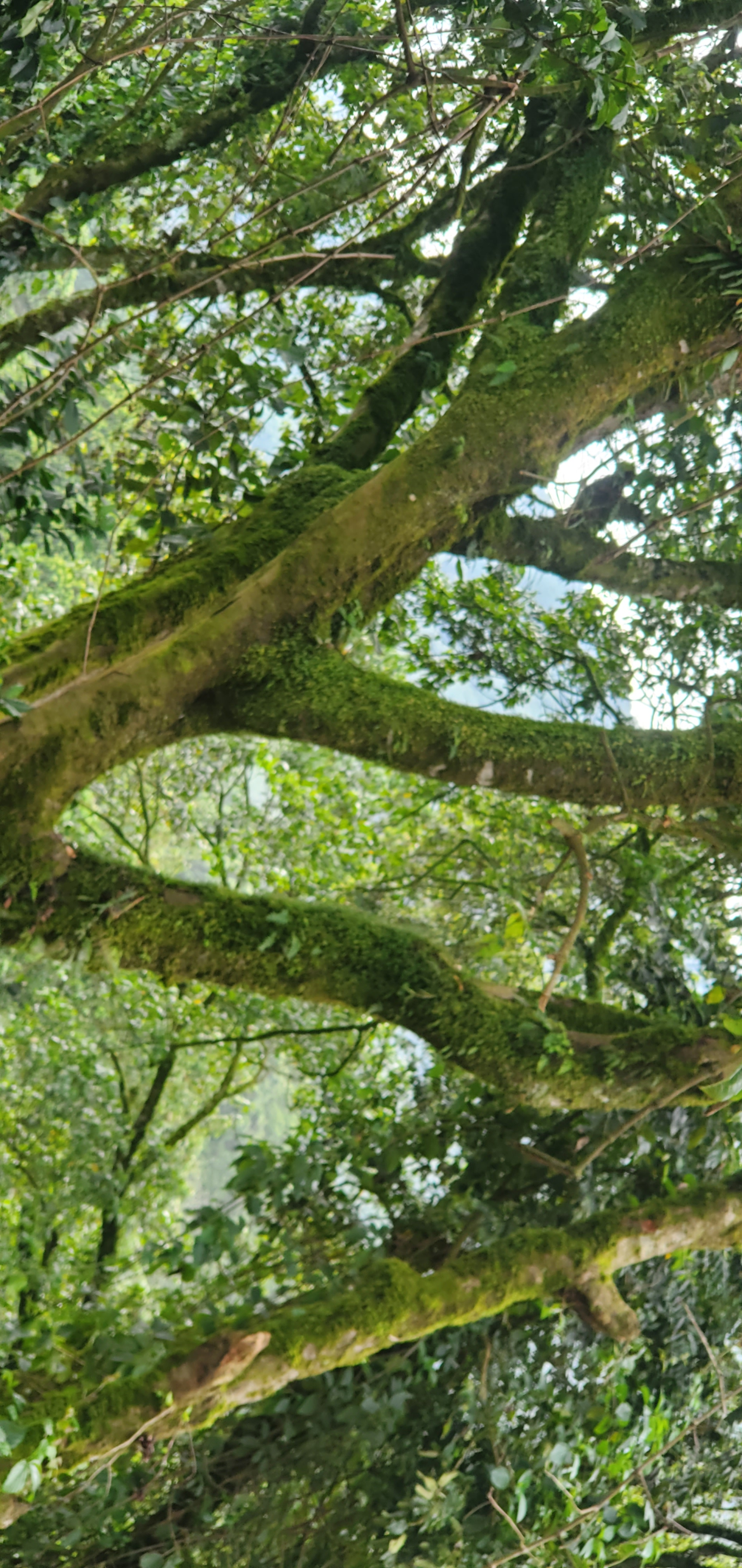
Bosque de Echuya

En Uganda había, en 2003, 506 Central Forest Reserves, Reservas forestales centrales, que cubren 12.657 km2, el 6,3% de la superficie del país. Son bosques naturales de la ecorregión selva montana de la falla Albertina, en una zona húmeda de montaña que se extiende entre los lagos Alberto y Tanganika. En esta zona también hay plantaciones de pino y eucalipto. Todos están gestionados por la NFA (National Forestry Authority) de Uganda. En 2024 se contabilizaban 661 reservas forestales.

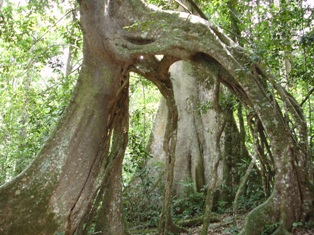
Árbol en el bosque de Mabira

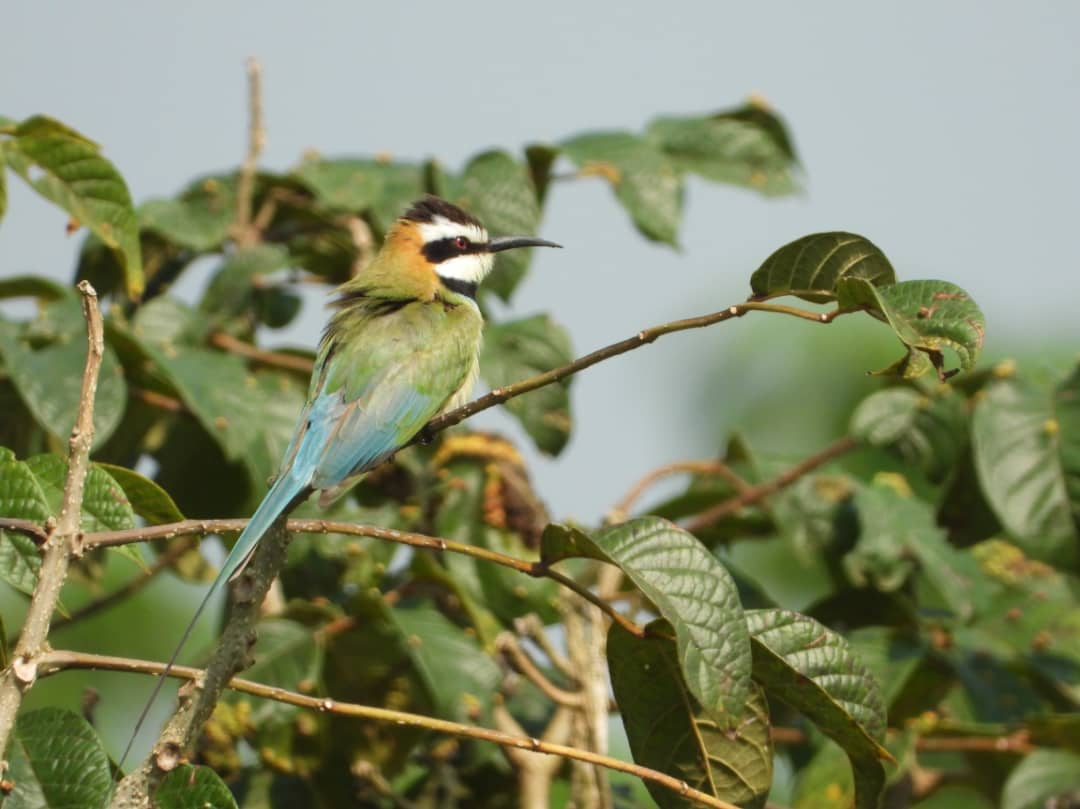
Abejaruco en la zona de los bosques de Mpanga y Mabira

- Reserva forestal de Budongo, 825 km², al sur del Parque nacional de las Cataratas Murchison. Entre 1110 y 1590 m, bosque húmedo semicaduco. Contiene unos 600 chimpancés, 280 especies de mariposas, 360 especies de aves,  y los árboles de caoba africana (Khaya anthotheca), que pueden superar los 65 m de altura.[45] Entre las aves, el monarca colilargo ventrirrojo, el alción castaño, el bulbul picofino, la polluela pulcra, el petirrojo de bosque, el águila azor congoleña, el tejedor tricolor y otros.[46]

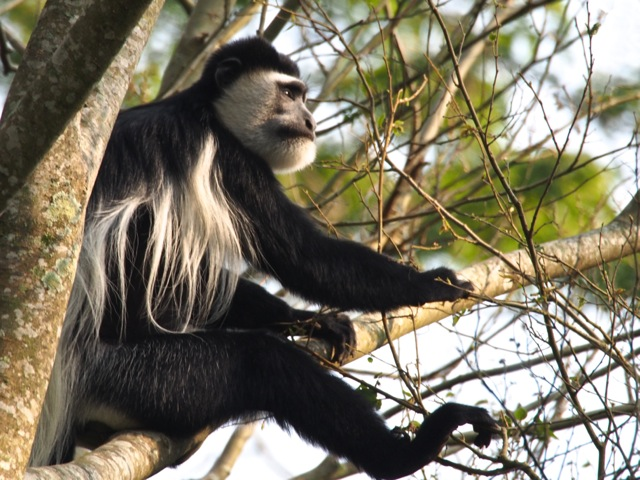
Colobo blanco y negro en el bosque de Maramagambo

- Reserva forestal central de Echuya, 34 km2. En los distritos de Kisoro y Rubanda, en el sudoeste de Uganda, entre 2270 y 2750 m, a lo largo de las tierras altas de Kigezi, en la frontera con Ruanda, en el Rift Albertino, con un bosque de bambú famoso, entre el lago Bunyonyi, 5 km al este, y el Parque nacional del Gorila de Mgahinga, 13 km al sudoeste. El bosque depende de las comunidades de los alrededores. Tiene un humedal de altura a 2300 m conocido como Muchuya, de 7 km de largo por 700 m de anchura, en un estrecho valle, donde se pueden ver zarzaleros de Grauer y convierten la reserva en un área de importancia para las aves, con unas 153 especies, de las que 18 son endémicas.[47] El bosque está dominado por el bambú, Yushania alpina, y especies secundarias en las que domina Macaranga capensis. Hay diez especies de mamíferos, entre las que se encuentran el gato dorado africano, el serval y el chacal rayado.[48]

- Bosque de Mabira, 300 km2 en el distrito de Buikwe, entre Lugazi y Jinja, al norte del lago Victoria. Protegido desde 1932 por los primates en peligro, entre ellos el mangabey de Uganda. El paisaje está formado por colinas separadas por estrechos valles entre 1070 y 1340 m de altitud. Forma parte de la ecorregión mosaico de selva y sabana de la cuenca del lago Victoria. Se trata en este caso de un bosque secundario muy influenciado por el ser humano, rodeado de extensión agrícolas y al menos 27 asentamientos. Se permite incluso plantar café y plátanos en el bosque, debido al rápido aumento de la población. Hay unas 315 especies de aves, 218 de mariposas, 97 de polillas y 23 de pequeños mamíferos. Los planes de deforestación incluyen 70 km2 para caña de azúcar y la creación de puestos de trabajo.[49][50]

- Reserva forestal de Mpanga. Es un fragmento de bosque lluvioso ecuatorial de 453 hectáreas en el distrito de Mpigi, a 37 km al sudoeste de Kampala, a lo largo de la carretera de Masaka. Tiene unas 500 especies de árboles, 97 de mariposas y 112 de polillas. Hay tres especies de monos: el cercopiteco verde y los colobos de cola rojo y blanco y negro. También hay mangostas, ardillas, pangolines, etc. Entre los árboles, destacan los almeces, con cuya madera se hacen tambores.[51] Se organizan excursiones para la observación de aves.[52]

- Bosques de Rabongo y Kaniyo Pabidi. Se divide en dos. El bosque de Kaniyo Pabidi, al sur del Parque nacional de las cataratas Murchison, en el distrito de Masindi. Cubre unos 28 km2 a unos 8 km de la puerta de Kichumbanyobo del parque. Es una extensión de la Reserva forestal de Budongo, caracterizada por árboles de caoba y muhimbi o Cynometra alexandri, conocido también como Uganda ironwood, acompañados de almeces. Posee una de las mayores densidades de chimpancés de África, unos 120 individuos. También hay papión oliva, cercopiteco de diadema y colobos. Importante para la observación de aves, con unas 360 especies, entre ellas el turaco gigante.[53] Por su parte, el bosque de Rabongo está rodeado de una vasta extensión de sabana y cubre un área de unos 4 km2. Es como una isla, dominada por un bosque de ribera tropical con extensiones hacia la sabana en el sur. Hay los mismos primates que en el anterior. Se puede hacer picnic en el río Wairingo.[54]

- Bosque de Bugoma. 411 km2. Es uno de los 65 bosques protegidos por su biodiversidad en el país. Al este del lago Alberto, en el distrito de Hoima, oeste del escarpe del Rift, que va de 500 a 1650 m, aunque el bosque de Bugoma está entre 990 y 1300 m, formando una estrecha franja de unos 40 km de longitud, con unos 1250 mm anuales de lluvia. Está rodeado de praderas de hierba elefante y Hyparrhenia. Los árboles más altos están entre 1000 y 1200 m, dominados por Cynometra alexandri, una leguminosa de hasta 40 m de altura. Hay 23 especies de mamíferos, 225 de aves, entre ellas, el loro yaco, el águila coronada y el francolín de Nahan. Asimismo, hay unos 580 chimpancés, colobos blancos y negros, mangabey de Uganda, y una pequeña población de elefantes de bosque y chacales.[55]

- Reserva forestal central de Kalinzu, 137 km2 en el distrito de Bushenyi, en el sudoeste de Uganda, adyacente al Parque nacional de la Reina Isabel y el bosque de Maramagambo, a unos 1400 m de altitud media. Entre los tres suman 580 km2. Se han registrado 41 especies de árboles y arbustos, 378 especies de aves, 6 de primates (chimpancés, cercopitecos y colobos), 262 de mariposas, 97 de polillas.[56]

- Bosque de Maramagambo, 750 km2. Es uno de los más grandes de África Oriental, con un 60% dentro del Parque nacional de la Reina Isabel, en el distrito de Bushenyi, y el otro 40 % compartido con la Reserva forestal de Kalinzu y la Reserva natural de Kigezi. Tiene características parecidas a la selva de la cuenca del Congo. Posee una docena de especies que no se encuentran en otro lugar de Uganda, 10 especies endémicas del Rift Albertino, de las que 4 son árboles, 4 mariposas y 3 aves. La mayor parte es inaccesible a los safaris, con la única excepción de una zona del norte en torno a los lagos de cráter Kyasanduka y Nyamasingiri, para ver los flamencos y, entre otros pájaros, la tordina pechiescamada, la cosifa coroninívea y el ave sol africano. Maramagambo es famoso por las cuevas Python o de los Murciélagos, porque albergan millones de murciélagos de los que se alimentan las serpientes mientras duermen, y porque en 2008 una turista holandesa se contagió presuntamente del virus de Marburg durante una visita, de ahí que se instalara una plataforma para no pisar el suelo lleno de excrementos. Hay más de 20 especies de murciélagos de 6 géneros diferentes. En el bosque hay unas 190 especies de aves y una decena de primates, entre ellos unos 300 chimpancés. A 300 m de la cueva se encuentra el lago Kamilanyovu o lago Azul, literalmente, 'el lago donde abrevan los elefantes'. Hay unas 227 especies de mariposas y entre los mamíferos, antílopes enanos, hilóqueros, duikers, musarañas elefante, elefantes de bosque, pitones y leones.[57] Se pueden realizar varias excursiones guiadas, a lo largo del río Kajojo, a ver palmeras Raphia, a las cascadas de Kilyantama, etc, incluidas visitas para ver aves.[58] Se organizan visitas nocturnas para ver potos y galágidos. Cuentan que el nombre de maramagambo significa 'no podían hablar, después de que unos jóvenes se perdieran varios días en el bosque y al volver se quedaran sin habla.[59][60]

- Bosque de Zika, 25 ha, junto a los pantanos de la bahía de Waiya, una entrada del lago Victoria. Es el origen de la infección del mosquito Aedes, el cual propaga el virus Zika a los monos Rhesus y luego este se extiende a los humanos. [cita requerida]

- Bosque de Kasyoha-Kitomi, 433 km², al este del Parque nacional de la Reina Isabel y de la reserva de Kyambura, y al norte de la reserva forestal de Kalinzu Central. Hay chimpancés, monos azules, cercopiteco de cola roja, papión oliva, monos verdes, colobos blancos, negros y rojos, y cercopiteco de L'Hoest, entre otros. Hay unas 300 especies de aves. En el bosque también se encuentra el topi, el oribí, el duiker, el kobo de Uganda, elefantes y búfalos de bosque, leopardos, etc.[61]

## Sitios Ramsar
En Uganda hay 12 sitios Ramsar que cubren una superficie de 4.543 km². Seis de ellos están en las cercanías del lago Victoria.

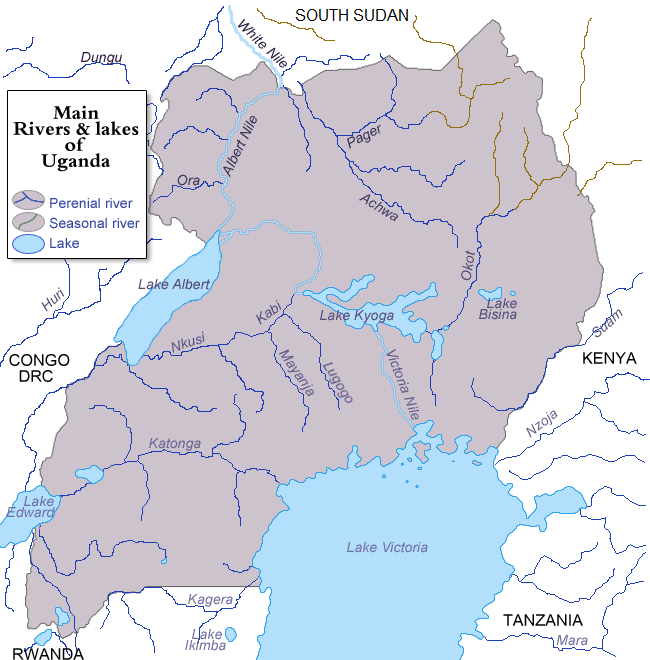
Ríos y lagos de Uganda.

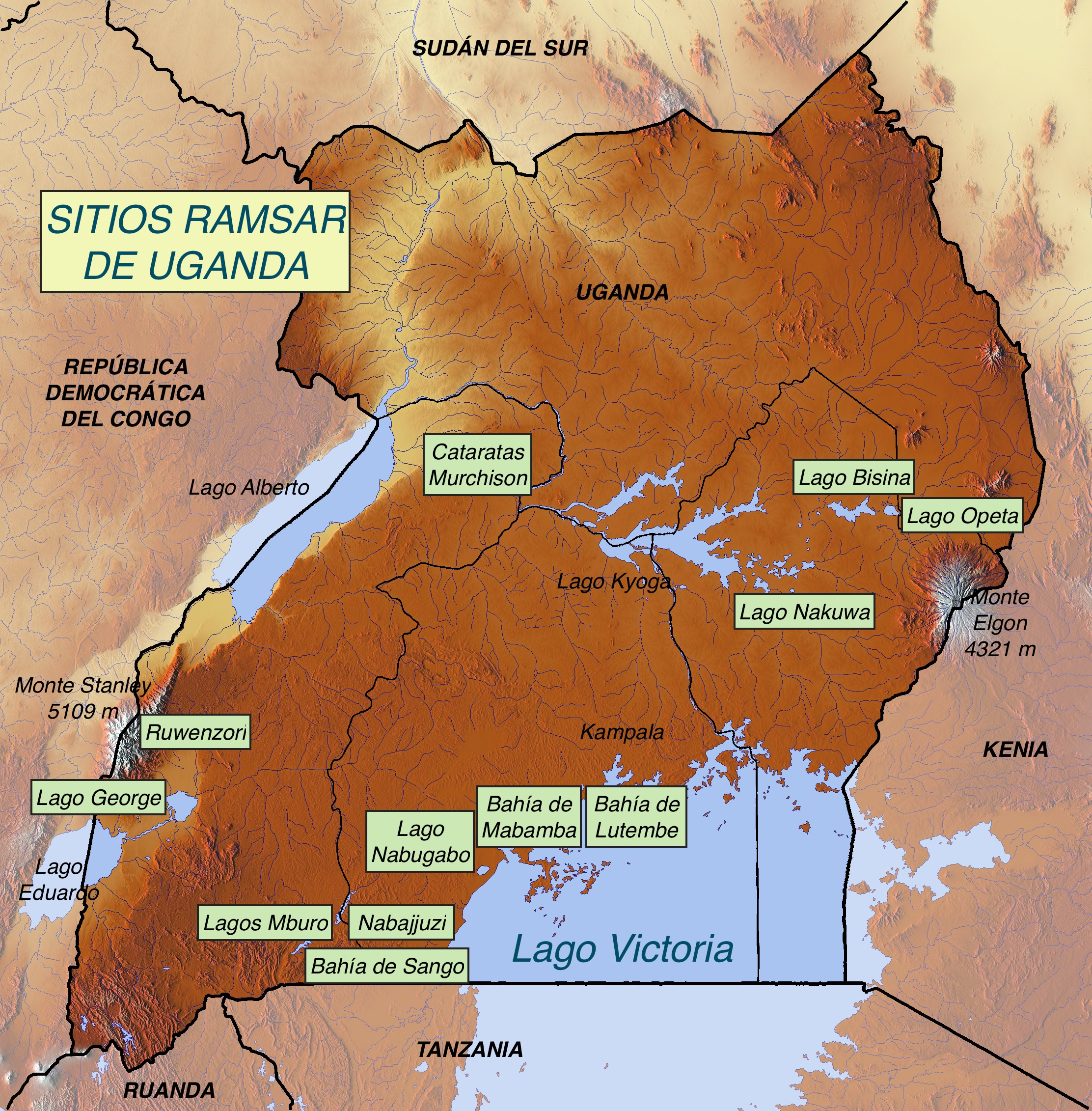
Sitios Ramsar de Uganda

- Lago Bisina (humedales), 542 km², 01°43′N 33°54′E, distritos de Kumi, Katakwi y Soroti, 1032 m. Al este del complejo de lagos y humedales que siguen la cola del lago Kyoga, alimentado por los ríos Akakogo y Apapi. Abundante en nenúfares y otras plantas acuáticas de las que se alimentan aves acuáticas como el picozapato. Importante para las comunidades que viven en los alrededores por la pesca, el transporte, el aporte de agua de uso doméstico y la ganadería. Los nenúfares se usan como comida durante las sequías.

- Lago Jorge o Dweru, 150 km², 00°07′N 30°02′E, en honor del rey Jorge V del Reino Unido, en el distrito de Kasese, 914 m. El lago está situado al sur del Parque nacional de Kibale, del que está separado por la reserva de caza del corredor del Bosque de Kibale, y al norte del Parque nacional de la Reina Isabel, del que está separado por el sudeste por la reserva de caza de Kyambura. Se encuentra además al este de las montañas Ruwenzori, en el Valle del Rift. Hay bosque, sabana y tres tipos de humedales. Hay elefantes, hipopótamos, antílopes y numerosas aves acuáticas paleárticas que hibernan aquí. Las amenazas pasan por el Esquema de irrigación de Mubuku,[62] un proyecto de regadío situado al norte, unido a tres pequeñas centrales hidroeléctricas, que puede contaminar la zona con productos químicos, y las minas de Kilembe, de cobre y cobalto, al noroeste.[63]

- Lagos Mburo (0°39'32"S  30°55'53"E, 1234 m) y Nakivali (humedales), 0°50'44"S  30°54'34"E, 1417 m,[64] 268 km², distrito de Mbarara. Sabana abierta y arbolada, humedales permanentes y temporales y cinco lagos, de los que el lago Mburo es el más grande. Dentro del Parque nacional del Lago Mburo, 240 km al oeste de Kampala, en el sur de Uganda. Especies de aves amenazadas como la cloropeta picofina y el raro picozapato. Es el único lugar de Uganda donde hay impalas.[65]

- Lago Nabugabo (humedales), 220 km², 0°20'9"S  31°52'29"E, 1213 m, distrito de Masaka.[66] A unos 2 km al oeste, separado por una barra de arena, del lago Victoria. El lago tiene 8,2 km de largo por 5 km de ancho y hay otros tres lagos pequeños. Ha mantenido especies de peces que han desaparecido del lago Victoria por culpa de la perca del Nilo. Importante para las aves migratorias, alberga el 15% mundial de las golondrinas azules y otras cuatro especies amenazadas, el picozapato, la agachadiza real, el aguilucho papialbo y el bubú de los papiros. Está exento de bilharzia y es muy popular para la navegación y el baño.

- Lago Nakuwa (humedales), 911 km², 01°15′N 33°31′E, distritos de Kamuli, Pallisa y Soroti, 1021 m. Al este del lago Kyoga, poco antes de que este reciba al río Okot, donde se forman varios lagos en un sistema pantanoso dominado por densas matas de papiro que a veces forman islas flotantes, donde viven el sitatunga y el cocodrilo del Nilo. La espesa vegetación impide el paso de la perca del Nilo, que es una amenaza, como el jacinto de agua, en esta zona, que es una de las más prístinas de Uganda, debido a la poca población.[67]

- Lago Opeta (humedales), 689 km², 01°42′N 34°14′E, distritos de Nakapiripirit, Sironko, Katakwi y Kumi, 1061 m. Al este del lago Bisina, más escondido y prístino y probablemente el humedal más importante de Uganda. Es básicamente un extenso pantano cubierto de la planta Vossia cuspidata, conocida, entre otras, como hippo grass o hierba hipopótamo, al este y al sur, que se convierte poco a poco en sabana seca de Hyparrhenia. De gran importancia para la conservación de las aves, destaca el tejedor de Fox, la única ave endémica de Uganda. Como el lago Bisina, posee especies de peces que ya han desaparecido de los lagos Victoria y Kyoga. En época seca, sirve de refugio a los animales de la reserva de Pian-Upe, así como al ganado de los pueblos pokot y karimojong. Por su lejanía, la zona no es segura para la caza y la observación de aves.[68]

- Bahía de Lutembe (humedales), 98 ha, 00°10′N 32°34′E, distrito de Wakiso, al sur de Kampala, en la boca de la bahía de Murchison, en el lago Victoria, a 1135 m, aunque casi separada del mismo por una isla de papiros. Alberga los amenazados cíclidos, peces muy solicitados para los acuarios, y unas 100 especies de mariposas. También se crían las clarias, un tipo de pez gato, y el pez dipnoi. También acoge la mitad de la población de fumarel aliblanco. Se están realizando grandes esfuerzos para su mantenimiento, puesto que los pantanos que lo rodean filtran las aguas residuales de Kampala y su zona industrial.[69]

- Bahía de Mabamba (humedales), 24,2 km², 0°4'60"N  32°19'60"E, distrito de Wakiso, al sudoeste de Kampala,  1139 m. Un pantano rodeado de papiros que se extiende hasta el lago Victoria. Aquí se puede ver fácilmente el amenazado picozapato. Alberga el 38% de las golondrinas azules y se puede ver el bubú de los papiros, aunque se practica la pesca comercial y la caza del sitatunga y el picozapato. Abunda el jacinto de agua y la amenaza es el uso de agroquímicos en las granjas de flores que rodean el lago.[70]

- Cataratas Murchison y delta del Nilo Victoria en el lago Alberto, 173 km², 01°57′N 31°42′E, distritos de Masindi y Gulu, 725-618 m.
- Nabajjuzi (humedales), 17,5 km², 00°46′N 31°41′E, distritos de Masaka, Sembabule y Mpigi, orilla oeste del lago Victoria.
- Montañas Ruwenzori, 995 km², 00°25′N 30°00′E, distritos de Kasese, Kabarole y Bundibugyo. Dentro del Parque nacional de los Montes Ruwenzori. Un ecosistema afro-alpino único, entre 1600 y 5100 m, con abundantes lluvias, con turberas, lagos y tundra, entre otros. Hay 21 especies de pequeños mamíferos, como la musaraña Ruwenzorisorex suncoides. También se encuentran el cercopiteco de L'Hoest, los murciélagos de herradura y el suimanga de Rockefeller.[71]
- Bahía de Sango, islas de Musambwa y río Kagera (SAMUKA), 551 km², 00°55′N 31°46′E, distritos de Masaka y Rakai, orilla oeste del lago Victoria. Un mosaico de humedales que incluye la mayor extensión de bosque pantanoso de Uganda, pantanos de papiros y herbáceos intercalados con palmeras y praderas indudables estacionalmente, dunas, roquedales y bosques de ribera, con tres islotes rocosos a 3 km de la bahía de Sango. Muestra la transición entre la vegetación del este y el oeste de África. Hospeda a gran cantidad de aves acuáticas, entre ellas una buena parte de la población de gaviota cabecigrís, y mamíferos como elefantes, colobos blancos y negros y mono azul.[72]